# Courage (film)
Pour les articles homonymes, voir Courage (homonymie).
Pour plus de détails, voir Fiche technique et Distribution.
Courage est un film américain pré-Code réalisé par Archie Mayo, sorti en 1930.
C'est une adaptation de la pièce du même nom de Tom Barry qui a été un succès à Broadway en 1928.

## Fiche technique
- Réalisation : Archie Mayo
- Scénario : Walter Anthony d'après la pièce de Tom Barry[2]
- Production : Warner Bros.
- Photographie :
- Genre : Drame[3]
- Distributeur : Warner Bros. Pictures, Inc.
- Genre : Drame et romance
- Durée : 73 minutes
- Date de sortie : 22 mai 1930

## Distribution
- Belle Bennett : Mary Colbrook
- Marian Nixon : Muriel Colbrook
- Rex Bell : Lynn Willard
- Richard Tucker : James Rudlin
- Leon Janney : Bill Colbrook
- Blanche Friderici : tante Caroline
- Charlotte Henry : Gwendolyn Colbrook
- Dorothy Ward : Gladys Colbrook
- Byron Sage : Richard Colbrook
- Don Marion : Vincent Colbrook
- Carter De Haven Jr. : Reginald Colbrook